# Toundra
Toundra (в пер. с исп. Тундра) — испанская инструментальная рок-группа, образованная в 2007 году в Мадриде, Испания. С момента своего первого альбома в 2008 году было выпущено шесть студийных альбомов, в которых группа смешивает собственный стиль звучания электрогитар, эстетические инструментальные мелодии и сложные этнические настроения. Многочисленные выступления на музыкальных фестивалях, выход на 2-е место в испанских чартах и гастрольные туры по Европе помогли получить известность и за пределами Испании.

## История
Группа сложилась из бывших участников испанских групп Nacen de las Cenizas (Виктор, Альберто, Гильермо) и Ten Minute Man (Эштебан). В ноябре 2007 года после трёхмесячных репетиций были сделаны две демозаписи (Bajamar и Orbita), в декабре 2007 был записан EP, содержащий 4 композиции (Bajamar, Pleamar, Orbita и Medusa). В январе 2008 мини-альбом был загружен на Myspace и хорошо принят слушателями. В тот же день лейбл Red Melk Records (Arindelle) предложила им выпустить компакт-диск с добавлением ещё двух песен. В феврале они возвращаются в студию и записывают композиции Jauria и Tesalia. В апреле 2008 года альбом Toundra (I) вышла на CD и 12" виниле. В сентябре 2008 года ударник Гильермо покинул группу, и его место занял Алекс (Gone with the Pain). В январе 2009 года был выпущен сплит с группой Hand of Fatima. В марте во Франции, Германии и Бразилии была выпущена новая версия альбома Toundra (I) с дополнительной композицией Génesis. В мае 2010 года группа выпускает свой второй альбом (II) в сотрудничестве с лейблами Aloud Music, Astoria и Narshardaa. Политика бесплатного скачивания испанского лейбла Aloud Music вызвала рост поклонников группы на испанской андерграундной сцене, и Toundra успешно приняла участие в фестивале Primavera Sound 2010. Осенью группа выступает на фестивале Barcelona Acció Musical 2010, после которого отправляется в тур по Испании. В 2011 команда приняла участие в фестивалях Primavera Sound 2011, Resurrection Fest, DCode Fest. В 2012 году была окончена запись третьего альбома (III), продажи которого демонстрируют интерес среди публики (первые 200 копий раскуплены в первый вечер продаж). Группа отправляется в гастрольный тур по Европе (Франция-Швейцария-Германия), после чего продолжает активно выступать на различных фестивалях в Испании, а также выпускает ремастеринг своего первого альбома (I). Популярность группы продолжает расти, они продолжают зарубежные туры в Германии, Бенилюксе, Франции и России, а также принимают участие в главных музыкальных фестивалях Испании. В 2013 году группа подписала контракт с лейблами Superball/Century Media Records, c которым выпустила пятый альбом (IV) в январе 2015 года и провела очередной гастрольный тур по Европе. В 2017 году группа принимает участие в экспериментальном проекте Exquirla — «симбиозе», состоящем из музыкантов Toundra и испанского певца фламенко El Niño de Elche. После успеха дебютных концертов выходит альбом Para Quienes Aún Viven.В 2018 году под лейблом Inside Out Music Toundra выпустила альбом «Vortex», а уже в феврале 2020 группа выпускает альбом «Das Cabinet des Dr. Caligari», приуроченный к 100 летней годовщине немого фильма ужасов Кабинет доктора Калигари, в котором ставит задачу создания оригинального саундтрека.
По состоянию на 2018 год на счету группы более 150 концертов в 18 различных странах.

## Стиль
Музыку группы Toundra причисляют к инструментальному пост-року, однако в одном из интервью музыканты не относили себя строго к этому жанру. Отмечается сходство с такими группами как Isis, Explosions in the Sky, Mogwai. Гитарист Виктор Гарсия-Тапиа отмечал влияние влияния, таких групп как Mogwai, Pelican и Russian Circles.

## Достижения
Альбом, IV (2015), достигший 2 места в испанских чартах, был признан «Альбомом 2015 года» в испанском музыкальном журнале Mondosonoro.

## Состав

### Текущий состав
- Alberto Tocados — бас-гитара (c 2007)
- Esteban Girón — гитара (c 2007)
- Álex Pérez — ударные (c 2008)
- David López «Macón» — гитара (c 2013)

### Бывшие участники
- Víctor García-Tapia — гитара (до 2013)
- Guillermo

## Дискография

### Альбомы
- Toundra — 2008, Astoria Records
- II — 2010, Aloud Music, Narshardaa Records, Astoria Records
- III — 2012, Aloud Music, Basement Apes, Narshardaa Records
- I — 2013, Astoria Records (Ремастеринг первого альбома Toundra с добавлением новых работ и бонус-трека)
- IV — 2015, Superball Music
- Vortex — 2018, Inside Out Music
- Das cabinet des Dr. Caligari — 2020, Inside Out Music
- Hex — 2022, Inside Out Music

### Параллельные проекты
- Exquirla : Para Quienes Aún Viven — 2017

### Другое
- Toundra/Hand of Fatima — Nordeste split — 2009, Astoria Records
- The Bipolar Sessions #1 — 2014, Rockzone Mag
- Exquirla — La canción de amor de San Sebastián